# Cardiocladius platypus
Cardiocladius platypus är en tvåvingeart som först beskrevs av Daniel William Coquillett 1902.  Cardiocladius platypus ingår i släktet Cardiocladius och familjen fjädermyggor. Inga underarter finns listade i Catalogue of Life.